# شیزوکا آراکاوا
شیزوکا آراکاوا (به ژاپنی: 荒川 静香) (زاده ۲۹ دسامبر ۱۹۸۱) رقصنده روی یخ ژاپنی است. وی قهرمانی المپیک ۲۰۰۶ در تک رقصی بانوان و قهرمانی جهان سال ۲۰۰۴ میلادی را در کارنامه خود دارد. آراکاوا اولین ژاپنی است که توانسته مدال طلای المپیک را در این رشته بدست آورد و پس از میدوری ایتو دومین ژاپنی است که توانسته در رشته رقص روی یخ در مسابقات المپیک مدال کسب کند. همچنین وی دومین زن ژاپنی است که توانسته در مسابقات زمستانی مدال طلا بدست آورد.